# NGC 3794
NGC 3794 = NGC 3804 ist eine leuchtschwache Balken-Spiralgalaxie vom Hubble-Typ SBc im Sternbild Großer Bär am Nordsternhimmel. Sie ist schätzungsweise 65 Millionen Lichtjahre von der Milchstraße entfernt und hat einen Durchmesser von etwa 30.000 Lichtjahren.
Im selben Himmelsareal befindet sich u. a. die Galaxie NGC 3780.
Das Objekt wurde am 14. April 1789 von dem deutsch-britischen Astronomen Wilhelm Herschel  mit einem 18,7-Zoll-Teleskop entdeckt.